# Dendrolycosa songi
Espèce
Synonymes
- Pisaura songi Zhang, 2000

Dendrolycosa songi est une espèce d'araignées aranéomorphes de la famille des Pisauridae.

## Distribution
Cette espèce est endémique du Yunnan en Chine,. Elle se rencontre vers Menglun.

## Description
La femelle holotype mesure 13,00 mm.

## Étymologie
Cette espèce est nommée en l'honneur de Da-xiang Song.

## Publication originale
- Zhang, 2000 : Taxonomy studies on Chinese spiders of the genus Pisaura (Araneae: Pisauridae) I. Acta Arachnologica Sinica, vol. 9, p. 1-9.